# Placca dell'Amur
La placca dell'Amur è una placca tettonica della litosfera terrestre. La placca occupa un angolo solido di 0,13066 sterad. È generalmente associata alla placca euroasiatica, ma non è chiaro se si tratti di una placca indipendente.
La placca deriva il suo nome dal fiume Amur, che scorre nell'Asia sud-orientale e in alcuni tratti fa da confine tra Siberia, Manciuria e Mongolia.
È situata nell'est del continente euroasiatico. Copre il sud-est della Siberia, gran parte del lago Bajkal, l'est della Mongolia, la Manciuria, l'ovest dell'isola di Sachalin, la penisola coreana, il mar del Giappone, il sud-est del mar Giallo e la parte meridionale del Giappone.
È in contatto con la placca di Ochotsk, con quella euroasiatica, dello Yangtze, di Okinawa e delle Filippine.
La placca dell'Amur si sposta con una rotazione di 0,9309° per milione di anni da un polo euleriano posto a 57°65' di latitudine nord e di 83°74' di longitudine ovest. Le misurazioni da GPS indicano che la rotazione è antioraria.
Si pensa che il terremoto di Tangshan del 1976 sia collegato al suo movimento.

## Fonti
- (EN) Peter Bird, An updated digital model of plate boundaries, Geochemistry Geophysics Geosystems, 2003 (PDF), su peterbird.name.